# Eclipse solar de 21 de setembro de 2025

Esquema animado mostrando as áreas atingidas pelo eclipse

O eclipse solar de 21 de setembro de 2025 será um eclipse solar parcial que será visível sobre o Oceano Pacífico, Nova Zelândia e partes da Antártica. É o eclipse número 7 na série Saros 154 e terá magnitude 0.855.